# Röntgenstatus

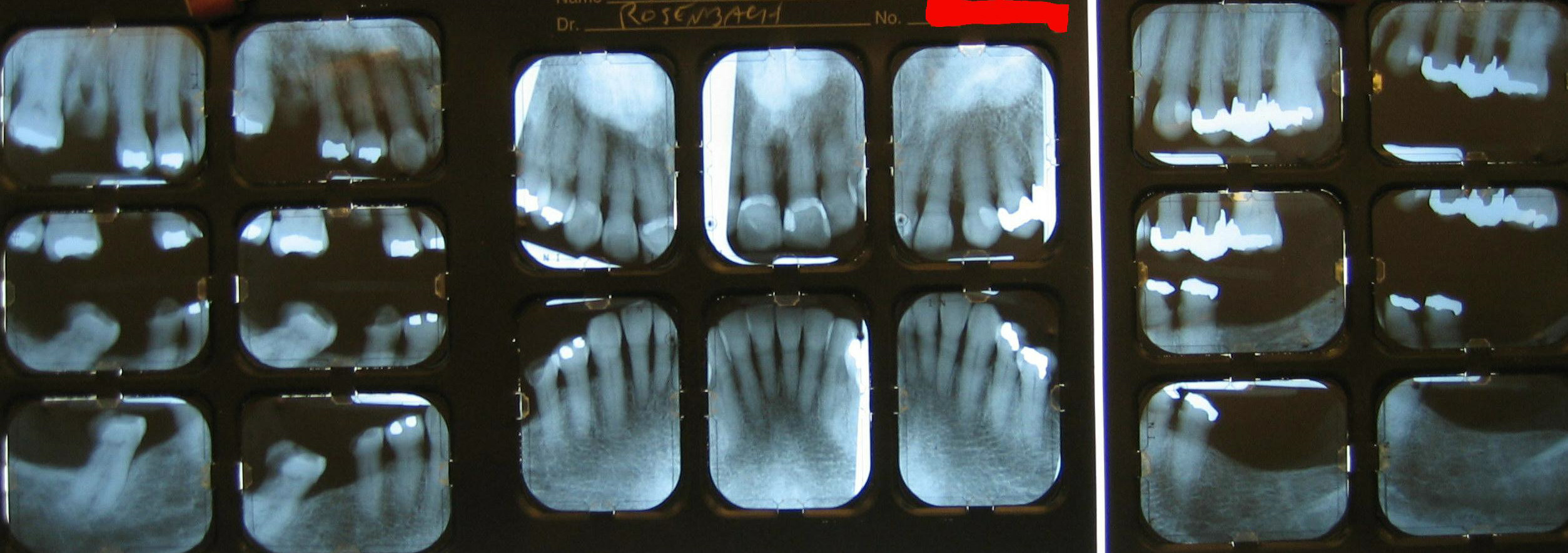
Röntgenstatus

Unter einem Röntgenstatus versteht man in der Zahnmedizin die Anfertigung von Einzelröntgenaufnahmen des Gesamtgebisses.
Die Darstellung aller zahntragenden Abschnitte des Ober- und Unterkiefers erfolgt durch eine Serie intraoraler Zahnaufnahmen. Die Aufnahmen können sowohl in analoger als auch in digitaler Form erfolgen. Die Vorteile gegenüber einem Orthopantomogramm (OPG) liegen in der hohen Detailerkennbarkeit der Einzelaufnahmen gegenüber dem OPG, der Vermeidung von Überprojektionen im Frontzahnbereich, von Verzerrungen und einer Vergrößerung der Abbildung.
Der Röntgenstatus besteht aus 6 bis 14 Aufnahmen. Im Milchzahngebiss genügen sechs Aufnahmen, im Wechselgebiss zehn Aufnahmen. Im bleibenden Gebiss zehn bis vierzehn Aufnahmen, einschließlich sogenannter Flügelbissaufnahmen (engl.: Bite wing) zur Kariesdiagnostik.

## Indikationen
Ein Röntgenstatus ist das Mittel der Wahl in der Parodontaldiagnostik und -therapie, da damit der parodontale Knochenabbau an jedem Zahn mit hoher Genauigkeit feststellbar ist. Dieser wird in einem Parodontalstatus festgehalten. Bei umfangreichen prothetischen Therapien leistet der Zahnstatus seinen Beitrag zur Beurteilung der Pfeilerwertigkeit, der Verwendbarkeit von Zähnen zur Abstützung von Zahnersatz.

## Strahlenbelastung
Die natürliche und zivilisatorische Strahlung führt in der Schweiz zu einer jährlichen durchschnittlichen Exposition von 4 mSv pro Kopf. Die Zahnmedizin ist mit lediglich 0,01 mSv (1 % der med. Röntgendiagnostik) an der Gesamtexposition beteiligt. Der Anfertigung eines Röntgenstatus mittels analoger Zahnfilme stand die höhere Strahlenbelastung gegenüber dem OPG entgegen. Die Strahlenbelastung einer einzelnen Zahnfilmröntgenaufnahme beträgt etwa 2,1 bis 5,5 µSv. Bei digitaler Aufnahmetechnik beträgt die Strahlenbelastung nur noch etwa 0,2 bis 1,0 µSv, wonach die Gesamtstrahlenbelastung aller Einzelaufnahmen eines Röntgenstatus etwas geringer ist, als die eines OPGs mit etwa 19 µSv. Auch wenn die effektive Dosis beim 14-Bild Zahnfilm-Status und deren Anteil an der Gesamtexposition sehr gering ist, muss berücksichtigt werden, dass relativ hohe lokale Dosen (insbesondere an der Haut) appliziert werden, welche durch die Errechnung der effektiven Dosen verschleiert werden.
Zum Vergleich: Bei Flugreisen in 10 bis 12 km Höhe beträgt die Strahlenbelastung durch kosmische Strahlung etwa 5,5 µSv pro Stunde.

### Mögliche Strahlenfolgen
Meningiome sind gutartige Hirntumore, die eine Inzidenz von 6–8 pro 100.000 aufweisen. Nach einer Studie der Yale University erhöht häufiges Röntgen der Zähne das Risiko für einen gutartigen Hirntumor. Menschen, die einmal oder mehrmals jährlich beim Zahnarzt geröntgt werden, haben eine dreifach höhere Wahrscheinlichkeit, an einem Meningiom zu erkranken. Bei häufig geröntgten Kindern unter zehn Jahren ist das Risiko bis zu fünffach höher.

## Durchführung

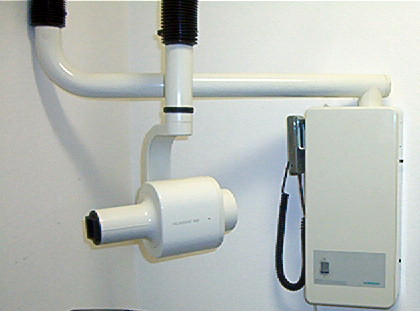
Zahnärztliches Röntgengerät

Der Röntgenfilm, beziehungsweise bei der digitalen Aufnahme der Sensor, (meist 2 × 3 cm oder 3 × 4 cm) wird dabei in den Mund eingebracht und vom Patienten selbst möglichst drucklos gehalten. Dieser Vorgang wiederholt sich für jede einzelne Zahnfilmaufnahme. Alternativ wird ein Bildempfängerhalter verwendet, der die Zentralstrahlführung gewährleistet. Diese ist wiederum für eine isometrische Darstellung des Zahnes von großer Bedeutung.

## Honorierung
Im Bewertungsmaßstab zahnärztlicher Leistungen (BEMA) erfolgt in Deutschland die Honorierung des Röntgen-Status (bei mehr als 8 Einzelaufnahmen) für Kassenpatienten nach der BEMA-Nr. Ä925d mit 34 Punkten (etwa 31 €). 	
Nach der privaten Gebührenordnung für Zahnärzte (GOZ) erfolgt die Honorierung jeder einzelnen Aufnahme bei Anfertigung eines Röntgenstatus nach der GOZ-Nr. 5000 (1,8-fach) mit 5,24 €, was bei 10 Aufnahmen 52,40 €  ergibt.